# Giuseppe Puca
Giuseppe Puca (Sant'Antimo, 1º giugno 1955 – Sant'Antimo, 7 febbraio 1989) è stato un mafioso italiano, esponente di spicco della NCO di Raffaele Cutolo.

## Biografia

### La carriera criminale
Entrò a far parte della NCO nel carcere di Poggioreale, dopo aver conosciuto Raffaele Cutolo,  diventa ben presto capozona di Sant'Antimo, suo paese natale, e sarà conosciuto negli ambienti criminali con il soprannome di o' Giappone, a causa dei suoi tratti orientali.
All'inizio del 1978, spesso andava a trovare Raffaele Cutolo nel manicomio giudiziario di Aversa risultando con documenti falsi cugino di Cutolo (quando non erano assolutamente parenti ma amici) organizzando l'evasione clamorosa. Il 5 febbraio dello stesso anno in piazza Saporito dove si trova il manicomio, piomba un'Alfa Romeo, con a bordo Giuseppe Puca e Rosetta Cutolo. Puca piazza l'esplosivo sul muro di cinta dopo aver fatto un traforo e il muro salta in aria, Cutolo riesce a uscire e i tre scappano a tutta velocità, anche se avranno delle difficoltà iniziali dato un ingorgo sulle strade aversane, ma o' Giappone spara in aria col mitra e il traffico si dissolve, Cutolo verrà portato in una località segreta dove continuerà la sua ascesa. La macchina fu trovata incendiata in serata a Casandrino, comune confinante a quello di Sant'Antimo.
Nel 1980 a Sant'Antimo fu uccisa a mitragliate Carla Campi, vedova di Antonino Cuomo, esponente della NCO ucciso in carcere da Pasquale Barra su ordine di Cutolo.
Nel 1982 durante la guerra tra Nuova Camorra Organizzata e Nuova Famiglia fu ucciso suo fratello Aniello Puca. Si aprì una piccola, ma feroce, faida a Sant'Antimo, in meno di 12 ore ci furono 6 morti, commessi da: Costantino Petito, alias 'Francuccio Puliciotto', Vincenzo Di Domenico, alias o' Pazz e Mauro Marra uccisero Mattia Di Matteo, 33 anni (esecutore materiale del fratello di Puca), Giovanni Cioffi, 23 anni e Franco Di Domenico, 28 anni. La sera stessa vennero uccise tre donne della famiglia Di Matteo: Angela Ceparano, 48 anni; Patrizia Di Matteo, 18 anni; Francesca Di Maggio, 24 anni; rispettivamente madre, sorella e moglie di Mattia Di Matteo. Dal massacro si salva soltanto un bambino di tre anni. La Polizia lo trova piangente dietro un divano accanto al corpo di sua madre Francesca.
Movente del massacro familiare era per vendicare lo sgarro al Puca e anche perché i Di Matteo sapevano dei segreti scottanti sulla NCO appresi durante i colloqui col figlio carcerato Antonio Di Matteo, in quel momento detenuto con Pasquale D'Amico nel supercarcere di Marino del Tronto ad Ascoli Piceno, dove era detenuto il superboss Raffaele Cutolo.
Pochi giorni dopo la strage verrà trovato impiccato Antonio Di Matteo ed in un primo momento si disse suicidio, ma poi si saprà che fu ucciso da Pasquale D'Amico detto o' Cartunato su ordine di Cutolo.
Il 3 settembre 1982 viene ucciso Andrea Mormile, 30 anni, Maresciallo della Polizia di Stato dei Falchi, freddato in una piazza di Frattaminore (NA). Sospettato dell'omicidio è Giuseppe Puca, detto o' Giappone, perché dava fastidio al ras in quanto ne intralciava gli affari nella zona di competenza. Una Volkswagen Jetta verde con quattro killer, tra cui o' Giappone, piomba nella piazza della cittadina frattese dove si trova il Maresciallo, lo uccidono e feriscono due persone. La gente scappa.
L’auto dei killer parte a grande velocità. Ma, a causa del fondo stradale scivoloso, l’auto perde il controllo e finisce contro un marciapiedi. Una ruota scoppia e l’auto si ferma di colpo. I killer scendono dalla vettura e con le armi in pugno bloccano una SIMCA, che in quel momento stava transitando nei pressi della piazza di Frattaminore. Aprono lo sportello del guidatore e lo scaraventano sulla strada, scappando velocemente. La SIMCA verrà ritrovata dalle parti di Scampia, a Napoli, nel quartiere Marianella. La “Jetta”, invece, risulterà rubata due giorni prima sulla strada che da Afragola porta a Frattamaggiore ad una persona di Calitri.
L’agguato ad Andrea Mormile viene in parte anche oscurato dai mezzi di comunicazione. La notizia dell’uccisione del Maresciallo di Polizia passa in secondo piano in quanto a Palermo, la stessa sera, alle ore 21:15, un commando mafioso dei Corleonesi uccide il Prefetto Carlo Alberto dalla Chiesa, la sua giovane moglie Emanuela Setti Carraro e l’Agente della Polizia di Stato che gli faceva da scorta, Domenico Russo, di Santa Maria Capua Vetere.
Nel gennaio 1983 viene sospettato di essere l'esecutore materiale dell'omicidio di Vincenzo Casillo (braccio destro di Cutolo) e del ferimento di Mario Cuomo (uno dei ras della NCO) mediante un'autobomba nel quartiere Primavalle di Roma.
Movente dell'omicidio la troppa importanza del Casillo, il suo potere in crescendo e anche il suo presunto distacco dall'organizzazione, tra l'altro vantava amicizie importanti con servizi segreti, politici, imprenditori, massoni e banchieri visto la sua sempre presenza nel suolo romano. Dopo la sua morte, Puca diventa il luogotenente principale di Cutolo.
Fu arrestato nel marzo 1983 a Lecce, mentre era in compagnia dell'amante Assunta Catone ed altri complici, tra cui Antimo Petito e Vincenzo Di Domenico,  in seguito a una maxi retata contro la Nuova Camorra Organizzata.
Nella sua agendina verranno trovati nell'elenco telefonico nomi importanti di camorristi, imprenditori e costruttori, tra cui inizialmente si pensava ci fosse il cognome Tortora, in riferimento a Enzo Tortora, il famoso conduttore televisivo, che poi risulterà essere Tortona, un imprenditore campano.

### I processi, le accuse e l'omicidio
Nel 1986 in una lettera inviata ai giudici della prima sezione bis della Corte d’Appello di Napoli, dai quali sarà giudicato, insieme con altre 143 persone, per il reato di associazione per delinquere di stampo mafioso, si dissocia dall'organizzazione cutoliana.
Puca, ritenuto il capo della "batteria di Sant'Antimo", poi santista dal 1980 prima di diventare il "vice" di Cutolo, è imputato in numerosi procedimenti. È stato condannato in primo grado a 24 anni di reclusione per un omicidio avvenuto nel carcere di Poggioreale poche ore dopo il sisma del 23 novembre 1980. Puca è ritenuto inoltre il mandante di numerosi omicidi e, secondo quanto dichiarato da alcuni pentiti della NCO, proprio a lui, dopo una riunione a Caivano sarebbe stato affidato il compito di mettersi in contatto, tra l'altro, con alcuni personaggi del mondo dello spettacolo, tra i quali Enzo Tortora. "Per quanto mi risulta - ha dichiarato invece Puca ai giornalisti - Tortora non ha mai fatto parte della Nuova Camorra Organizzata. Del resto, per il ruolo che avevo nell'organizzazione (santista), ne sarei stato certamente a conoscenza".
Viene sospettato di aver fatto evadere Cutolo dall'Ospedale psichiatrico giudiziario di Aversa, facendo saltare con la dinamite il muro dell'istituto, in seguito è sospettato dell'omicidio di Vincenzo Casillo per ordine di Cutolo, di cui ne eredita il posto nella gerarchia, come luogotenente del Professore, ma verrà assolto in seguito durante il processo omonimo. È stato coinvolto nel caso Tortora, perché si sospettava che il nominativo del famoso conduttore comparisse nell'agenda del Puca, in realtà si trattava di un certo Tortona, non Tortora.
Più volte difese Tortora, dichiarando esplicitamente che se questi fosse stato un camorrista l'avrebbe senz'altro saputo, dato l'alto grado che ricopriva nell'organizzazione. Nonostante i torbidi precedenti, verrà assolto con formula piena dalla Corte d’Assise di Roma. Venne ucciso a colpi d'arma da fuoco il 7 febbraio 1989, davanti ad un bar di Sant'Antimo, suo paese di origine.

## Aspetti controversi

### I motivi dell'agguato
Alla base delle motivazioni dell'assassino si ritiene che egli avesse cercato di stringere nuove alleanze, forse con il clan dei Nuvoletta, che allora aveva il predomino sull'area a nord di Napoli; secondo altri invece l'omicidio sarebbe stato eseguito dal clan Verde, rivale storico dei Puca in quel di Sant'Antimo, ma l'agguato sarebbe del clan dei Casalesi, interessati alla zona di Sant'Antimo e dintorni.

### I legami coi servizi segreti italiani
Tre giorni prima della morte aveva deposto in un processo in cui gli veniva contestata l'implicazione nell'omicidio di Vincenzo Casillo, camorrista recante tessera dei servizi segreti, amico e braccio destro di Raffaele Cutolo, capo della NCO (Nuova Camorra Organizzata). Nel processo respinge ogni addebito dell'uccisione di Casillo, avvenuta a Roma il 29 gennaio del 1983. Anche Cutolo nega il proprio coinvolgimento nella faccenda, addebitando l'omicidio ad apparati dei servizi segreti italiani.

## Filmografia
È citato nel film, Un uomo perbene, e in una puntata della fiction, Il caso Enzo Tortora - Dove eravamo rimasti?.